# فردیناند هارت
فردیناند هارت (چکی: Ferdinand Hart; ۲۸ اکتبر ۱۸۹۳ – ۱۲ ژانویهٔ ۱۹۳۷) بازیگر سینمای اهل کشور چکسلواکی بود.
از فیلم‌ها یا برنامه‌های تلویزیونی که وی در آن نقش داشته‌است می‌توان به دانتون، ۱۹۱۴ اشاره کرد.